# Sylvie Brunet
Sylvie Brunet (ur. 12 marca 1959 w Wersalu) – francuska prawniczka, menedżer, nauczyciel akademicki i polityk, posłanka do Parlamentu Europejskiego IX kadencji.

## Życiorys
Z wykształcenia prawniczka, ukończyła też zarządzanie zasobami ludzkimi. Kształciła się w IAE Bordeaux. Zajmowała różne stanowiska w przedsiębiorstwach sektora prywatnego (m.in. w grupie Onet), a także w administracji aglomeracji Tulonu. Później zajęła się działalnością doradczą oraz dydaktyczną jako wykładowczyni zarządzania w Kedge Business School. W 2010 powołano ją w skład Rady Gospodarczej, Społecznej i Środowiskowej, w ramach której została przewodniczącą jednej z sekcji.
Była radną miejską w Cassis oraz w organie metropolii Marsylii. Związana następnie z Ruchem Demokratycznym, była jego kandydatką w wyborach parlamentarnych. W wyborach w 2019 z listy zorganizowanej wokół prezydenckiego ugrupowania LREM uzyskała mandat posłanki do Europarlamentu IX kadencji.
Odznaczona Legią Honorową V klasy (2015).